# 摩爾多瓦—瑞士關係
摩爾多瓦－瑞士關係指的是摩尔多瓦和瑞士之间的外交、经济和其他关系。两国于1992年9月2日正式建立外交关系。摩尔多瓦通过其驻日内瓦的联合国大使馆作为其驻瑞士的代表。瑞士通过其在基辅的大使馆和在基希讷乌的名誉领事馆作为驻摩尔多瓦的代表。自1992年以来，摩尔多瓦有多位高级官员访问瑞士来讨论改善双边关系的问题。瑞士则向摩尔多瓦提供了大量经济援助。

## 正式访问及声明
1992年4月，瑞士驻外武官在莫斯科说，瑞士打算在瑞士和摩尔多瓦的军事机构之间建立联系，并协助摩尔多瓦加强防御能力。
1999年1月，摩尔多瓦总统彼得·卢钦斯基访问瑞士，表示两国在扩大双边关系方面取得了进展。
2006年10月，瑞士驻摩尔多瓦特命全权大使费斯勒表示，瑞士支持摩尔多瓦融入欧洲的努力，希望德涅斯特河沿岸冲突得到和平解决。
2008年6月，摩尔多瓦副总理兼外交和欧洲一体化部长安德烈·斯特拉坦访问瑞士，与高级官员会晤，讨论改善双边关系，包括签证安排以及在社会、旅游和教育领域的共同合作。他们提到了在基希讷乌开设瑞士大使馆的计划。
2008年12月，摩尔多瓦外交部副部长瓦莱里·奥斯塔利普访问瑞士，与瑞士高级官员会晤，探讨改善两国经济关系的机会。

## 协议
截至2008年，摩尔多瓦和瑞士签署了十多项协议，其中一半是经济协议。

## 援助
1996年，据报道瑞士-美国微型企业方案将向摩尔多瓦微型企业提供小额贷款。瑞士经济事务国务秘书处2005年资助了一个项目，以帮助摩尔多瓦经济和商务部提高外国直接投资水平。
瑞士发展与合作署自2000年以来一直在摩尔多瓦积极提供人道主义援助。该署于2001年向国际移民组织提供支持，为被拐卖妇女的受害者启动了一项重新融入社会的计划。总部设在洛桑的“人类的土地”组织自2005年以来一直活跃在摩尔多瓦，为当局提供支持和培训，以保护面临父母忽视、虐待、剥削和贩运风险的儿童。自2006年以来，瑞士热带研究所在改善围产期治疗方面向摩尔多瓦提供了援助。

## 经济关系
瑞士是摩尔多瓦第14大重要贸易伙伴。
2000年7月，瑞士十字航空公司总裁会见摩尔多瓦总统彼得·盧欽斯基，表示愿意扩大与国有的摩尔多瓦航空公司的合作关系，并参与摩尔多瓦航空公司的私有化。摩尔多瓦政府还在与总部位于瑞士的Militzer & Münch就经营摩尔多瓦国家铁路公司的特许权进行谈判。瑞士外交部经济司司长阿兰·贝内奇在接受采访时表示，瑞士企业在摩尔多瓦有很多机会。
2008年12月，在瑞士的摩尔多瓦企业家参加了由新成立的瑞士-摩尔多瓦商会组织的论坛，嘉宾发言者有日内瓦州经济和卫生部长皮埃尔-弗朗索瓦·昂格尔和摩尔多瓦财政部长玛丽安·杜莱什蒂亚努。

## 其他方面
2003年6月，瑞士国会议员鲁斯-加比·佛蒙特-曼戈尔德向欧洲委员会提交了一份关于器官贩运的报告，其中包括在摩尔多瓦收集的证据。这促使瑞士当局考虑制定新的法律，以防止滥用器官捐赠。